# Ilse Hess
Pour les articles homonymes, voir Hess.
Ilse Hess, née Pröhl (22 juin 1900 – 7 septembre 1995) était l'épouse de Rudolf Hess. Après la Seconde Guerre mondiale, elle devient une auteure connue.

## Biographie

### Famille
Ilse Pröhl est originaire d'une famille nationaliste conservatrice. Elle est l'une des trois filles des riches médecins Friedrich Pröhl et sa femme Elsa (née Meineke). Friedrich Pröhl est tué pendant le putsch de Kapp. Sa mère se remarie alors à l'artiste Carl Horn, directeur de la Kunsthalle de Brême.

### Relation avec Rudolf Hess
Ilse rencontre Rudolf Hess en avril 1920 à Munich. Elle est l'une des premières femmes à étudier à l'université de Munich.
En 1921, elle rejoint le NSDAP (Parti nazi) et, de nouveau, après l'interdiction et la nouvelle immatriculation, en 1925 (numéro de membre 25 071). Elle s’intéresse à Rudolf Hess depuis leur rencontre, mais Hess est réticent à commencer une relation. Elle introduit Hess auprès d'Adolf Hitler, qui aime à fréquenter les cercles de filles de bonnes familles. Hitler soutient leur union, le mariage ayant lieu le 20 décembre 1927 à Munich. Hitler est aussi le parrain de leur seul enfant, Wolf Rüdiger Hess, né le 18 novembre 1937.
Après le départ de Rudolf Hess pour l'Écosse, Ilse Hess quitte Munich avec son fils pour la région du Bad Hindelang. Hitler lui fait alors bénéficier d'une pension de 1 500 reichsmark mensuelle.
Durant l'emprisonnement de son époux en Angleterre, ils échangent régulièrement des lettres, où certains effets de style sont considérés comme des codes par les Alliés.

### Après la guerre
Le 3 juin 1947, Ilse Hess, comme toutes les femmes de criminels de guerre condamnés ou exécutés au cours de procès, est arrêtée et transférée au camp d'internement de Augsburg-Göggingen. Le 24 mars 1948, elle est libérée et s'installe dans la région d'Allgäu, où elle ouvre une pension appelée Bergherberg en 1955.
Rudolf Hess est emprisonné à la prison de Berlin-Spandau, où il refuse la visite de sa femme et de son fils. En novembre 1967, lors d'une interview à Der Spiegel, elle avoue ne pas l'avoir revu depuis vingt-six ans. Ils se revoient, avec leur fils Wolf Hess, pour la première fois en 1969.
Ilse Hess est une nationale-socialiste convaincue. Jusqu'à sa mort, elle reste fidèle à Hitler et à ses points de vue, et elle aide l'organisation Stille Hilfe après la guerre. Son livre de 1952, England – Nürnberg – Spandau. Ein Schicksal in Briefen est publié par la maison d'édition d'extrême droite Druffel-Verlag. Elle entretient alors une correspondance avec, entre autres, Winifred Wagner, qui continue également à admirer Hitler mais aussi avec la fille unique de Heinrich Himmler, Gudrun Burwitz.

## Publications
- (de) Ein Schicksal in Briefen, Leoni am Starnberger see, Druffel-Verlag, 1971 (plus de 40 éditions).
- (de) Antwort aus Zelle 7, Leoni am Starnberger see, Druffel-Verlag, 1967
- (de) England – Nürnberg – Spandau, Leoni am Starnberger see, Druffel-Verlag, 1967
- (de) Gefangener des Friedens – Neue Briefe aus Spandau, Leoni am Starnberger see, Druffel-Verlag, 1955